# نينا غيرسون
نينا غيرسون (بالإنجليزية: Nina Gershon)‏ هي قاضية ومحامية أمريكية، ولدت في 1940 في شيكاغو في الولايات المتحدة.